# Pałac w Czajczyńcach
Pałac w Czajczyńcach – pałac we wsi Czajczyńce, wybudowany w XVIII wieku, zniszczony podczas I wojny światowej.

## Historia
Pałac letni zbudowany przez ks. Michała Wiśniowieckiego dla żony Tekli z Radziwiłłów, od której imienia Czajczyńce przez pewien czas nazywały się Teklampolem.
Struktura pałacu, wskazuje analogię nie z Wiśniowcem, ale z pałacem księcia Pawła Sanguszki budowanym w Zasławiu w latach 1746–1757 przez Pawła Fontanę. Podobieństwo z Zasławiem polega na piętrzeniu bryły zarówno w widoku frontalnym, jak też bocznym. Część środkowa, najwyższa, opięta wielkim porządkiem, podnosiła monumentalność budowli. Najniższe elementy narożne nie zostały wysunięte, jak pawilony-alkierze w Wiśniowcu, ale wciśnięte w ramiona wyższych członów korpusu pałacu. Pałac spłonął podczas I wojny światowej.